# Prêmio Nelly Sachs
O Prêmio Nelly Sachs (em alemão:  Nelly Sachs Preis) é um prêmio literário da cidade alemã de Dortmund, concedido bianualmente. Denominado em memória da poeta judia Nelly Sachs, o prêmio inclui um valor monetário de 15.000 euros. O prêmio reconhece contribuições literárias significativas para a promoção do entendimento entre povos.
Por não haver recursos suficientes para o prêmio de 2009, o mesmo foi concedido em 2010.

## Recipientes
| Ano  | Recipiente                 | País                  |
| ---- | -------------------------- | --------------------- |
| 1961 | Nelly Sachs                | Suécia                |
| 1963 | Johanna Moosdorf           | Alemanha              |
| 1965 | Max Tau                    | Noruega               |
| 1967 | Alfred Andersch            | Suíça                 |
| 1969 | Giorgio Bassani            | Itália                |
| 1971 | Ilse Aichinger             | Áustria               |
| 1973 | Paul Schallück             | Alemanha              |
| 1975 | Elias Canetti              | Inglaterra            |
| 1977 | Hermann Kesten             | Estados Unidos        |
| 1979 | Erich Fromm                | Alemanha              |
| 1981 | Horst Bienek               | Alemanha              |
| 1983 | Hilde Domin                | Alemanha              |
| 1985 | Nadine Gordimer            | África do Sul         |
| 1987 | Milan Kundera              | França                |
| 1989 | Andrzej Szczypiorski       | Polônia               |
| 1991 | David Grossman             | Israel                |
| 1993 | Juan Goytisolo             | Espanha               |
| 1995 | Michael Ondaatje           | Canadá                |
| 1997 | Javier Marías              | Espanha               |
| 1999 | Christa Wolf               | Alemanha              |
| 2001 | Georges-Arthur Goldschmidt | França                |
| 2003 | Per Olov Enquist           | Suécia                |
| 2005 | Aharon Appelfeld           | Israel                |
| 2007 | Rafik Schami               | Síria/Alemanha        |
| 2010 | Margaret Atwood            | Canadá                |
| 2011 | Norman Manea               | Romênia               |
| 2013 | Abbas Khider               | Iraque/Alemanha       |
| 2015 | Marie NDiaye               | França                |
| 2017 | Bachtyar Ali Muhammed      | Iraque                |
| 2019 | Kamila Shamsie             | Paquistão/Reino Unido |